# Azəri-Çıraq-Günəşli
Azəri-Çıraq-Günəşli (ACG) en un extens complex de camps petroliers a la mar Càspia, a prop de 120 quilòmetres de la costa de l'Azerbaidjan. És explotat per un consorci liderat per la companyia BP. Els camps ACG tenen reserves de petroli estimades de 5 a 6 bilions de barrils de petroli. Al final de 2005, la velocitat de producció de vuit pous petrolifers pre-perforats a la plataforma va ser d'aproximadament 240,000 barrils diaris (38,000 m³/d). El primer trimestre del 2012, la producció de petroli era d'uns 710.000 barrils per dia.
BP informa que el petroli cru d'ACG és exportat a través de l'oleoducte Bakú-Tbilisi-Ceyhan al Mar Mediterrani (pel port de Ceyhan) i per l'oleoducte de la Ruta d'Exportació Occidental cap a Supsa a Geòrgia, així com per l'oleoducte de la Ruta d'Exportació Nord cap a Novorossisk a Rússia.